# Ашрам
Традиционално, ашрам  (санскрит: Ашрама или ашрамам) је духовна испосница или манастир у индијским религијама.

## Преглед
Ашрам би се традиционално, али не нужно и у савременим временима, налазио далеко од људског пребивалишта, у шумама или планинским пределима, усред освежавајућег природног окружења погодног за духовну поуку и медитацију. Становници ашрама редовно су изводили духовне и физичке вежбе, попут различитих облика јоге. Обављане су и друге жртве и покоре, попут јађне. Многи ашрами су служили и као гурукуле, стамбене школе за децу према гуру-шишја традицији. 

## Школе у Махараштри
Интернати, посебно у племенским областима Махараштре и другде у Индији, називају се ашрам шала или ашрам школе. Једна таква школа је Лок Бирадари Пракалп Ашрам Шала.

## На Западу
Бројни ашрами успостављени су ван Индије. Типично, ови ашрами су повезани са индијском емиграцијом, и фокусирани су на преношење јога учења, а руководе их духовни учитељи (Индијци и Западњаци). 